# Ле-Пен-Мюрле
Ле-Пен-Мюрле́ (фр. Le Pin-Murelet, окс. Le Pin Murelet) — коммуна во Франции, находится в регионе Юг — Пиренеи. Департамент — Верхняя Гаронна. Входит в состав кантона Рьём. Округ коммуны — Мюре.
Код INSEE коммуны — 31419.

## География
Коммуна расположена приблизительно в 620 км к югу от Парижа, в 45 км к юго-западу от Тулузы.

## Климат
Климат умеренно-океанический. Зима мягкая и снежная, весна характеризуется сильными дождями и грозами, лето сухое и жаркое, осень солнечная. Преобладают сильные юго-восточные и северо-западные ветры.

## Население
Население коммуны на 2010 год составляло 184 человека.
| 1962 | 1968 | 1975 | 1982 | 1990 | 1999 | 2010 |
| ---- | ---- | ---- | ---- | ---- | ---- | ---- |
| 209  | 149  | 147  | 144  | 149  | 151  | 184  |

## Экономика
В 2010 году среди 123 человек трудоспособного возраста (15—64 лет) 92 были экономически активными, 31 — неактивными (показатель активности — 74,8 %, в 1999 году было 68,3 %). Из 92 активных жителей работали 83 человека (45 мужчин и 38 женщин), безработных было 9 (6 мужчин и 3 женщины). Среди 31 неактивных 6 человек были учениками или студентами, 15 — пенсионерами, 10 были неактивными по другим причинам.